# Claude II d'Oraison
Claude d'Oraison, mort à Avignon le 9 mai 1583, est un prélat français  du XVIe siècle .  Il est le fils de Honoré de Aqua (c'est-à-dire de Laigue), qui prend le nom d'Oraison, Il est de ce fait le neveu de l'évêque Jean-Baptiste de Laigue d'Oraison, et de Catherine de Clermont-Lodève, la sœur du cardinal  François de Clermont. 
Après la mort d’Antoine-Charles de Vesc, son cousin, Claude d'Oraison est nommé pour lui succéder à Castres en 1551, mais les troubles et la peste empêchent de s'y rendre. Ce n'est qu'après la paix de 1563, qu'il lui est permis de se mettre en tête de son clergé. Lors de son entrée dans la ville de Castres, ses gens portent des excès contre les calvinistes.
Il siège dans des temps difficiles, à cause des nombreux calvinistes qui habitent la ville. Castres est prise deux fois par les huguenots, qui profanent son église, le mettent  lui-même en prison avec tout son chapitre, pillent les vases sacrés et renversent les autels. 
En 1577, Claude d’Oraison quitte volontairement le siège pour se retirer à Avignon et laisse à Castres pour le remplacer, un vicaire-général, Louis de Vervins, qui devient plus tard grand-inquisiteur et archevêque de Narbonne.
La Grande Encyclopédie ne donne qu'un seul évêque nommé Claude d'Oraison, qui aurait siégé de 1552 à 1583. Le Trésor de Chronologie indique en ce qui le concerne les deux évêques successifs du même nom, tout en précisant que Gams ne donne qu'un évêque.

## Sources
- Ressource relative à la religion :   - Catholic Hierarchy